# Trúc Sơn
Trúc Sơn là một xã thuộc huyện Cư Jút, tỉnh Đắk Nông, Việt Nam.

## Địa lý
Xã Trúc Sơn nằm ở phía nam huyện Cư Jút, có vị trí địa lý:
- Phía đông giáp thị trấn Ea T'ling
- Phía tây và phía nam giáp huyện Đắk Mil
- Phía bắc giáp xã Cư Knia và xã Nam Dong.

Xã Trúc Sơn có diện tích 27,80 km², dân số năm 2019 là 3.164 người, mật độ dân số đạt 114 người/km².

## Hành chính
Xã Trúc Sơn được chia thành 6 thôn: 1, 2, 3, 4, 5, 6.

## Lịch sử
Trước đây, Trúc Sơn là một xã thuộc thị xã Buôn Ma Thuột, được thành lập vào ngày 14 tháng 9 năm 1989 trên cơ sở tách một phần diện tích và dân số của xã Ea T'ling.
Ngày 19 tháng 6 năm 1990, Hội đồng Bộ trưởng ban hành Quyết định 227-HĐBT. Theo đó, chuyển xã Trúc Sơn về huyện Cư Jút mới thành lập.
Ngày 26 tháng 5 năm 1992, Ban Tổ chức Chính phủ ban hành Quyết định số 313-TCCP. Theo đó, điều chỉnh 2.010 ha diện tích tự nhiên của xã Ea T'ling vừa giải thể về xã Trúc Sơn quản lý.
Ngày 15 tháng 8 năm 2001, Chính phủ ban hành Nghị định 49/2001/NĐ-CP. Theo đó, thành lập xã Cư Knia trên cơ sở 2.987 ha diện tích tự nhiên và 3.278 người của xã Trúc Sơn.
Sau khi điều chỉnh địa giới hành chính, xã Trúc Sơn còn lại 2.770 ha diện tích tự nhiên và 2.842 người.